# Édouard Deligny (général)
Pour les articles homonymes, voir Deligny.
Édouard Deligny, né le 12 décembre 1815 à Ballan (Indre-et-Loire) et mort le 23 février 1902 dans la même ville, dans sa propriété de la Goupillière, est un général de division français, grand-croix de la Légion d'honneur.
Il s'illustre principalement lors de la conquête de l'Algérie, où il passe près de 30 années, puis au cours de la guerre de 1870 au commandement d'une division de la Garde impériale. Il termine sa carrière comme inspecteur général de corps d'armée.

## Biographie

### Formation
Admis à l'École royale militaire de la Flèche en 1827, Édouard Deligny poursuit ensuite sa formation militaire à Saint-Cyr en 1832. Il est nommé sous-lieutenant le 20 avril 1835 au 12e léger. 

### Conquête de l'Algérie (1830-1869)
En Algérie depuis le 12 mai 1840, il est promu lieutenant le 27 décembre 1840. Il fait de nombreuses expéditions dans la province d'Oran et celle du Maroc en 1844, terminée par la bataille d'Isly. Il est fait chevalier de la Légion d'honneur en octobre 1842 puis promu capitaine le 19 octobre 1844. Il obtient de passer avec son grade au 2e bataillon de tirailleurs indigènes d'Oran, le 8 mai 1848 puis est promu chef de bataillon quelques mois plus tard. Le 28 juillet 1849, il est promu officier de la Légion d'honneur puis lieutenant-colonel au 75e de ligne le 10 mai 1852. 
Colonel le 30 décembre 1852, il fait en 1854 l'expédition du Sebaou, dans laquelle il est blessé d'un coup de feu à la tête, le 20 juin, entre le village de Taourirt et la Djemma-si-Saïd. Il exécute la retraite, après s'être rendu maître de tous les villages des Ath Menguelet, quand les Kabyles s'élancent de toutes parts, gravissent avec autant d'ardeur que d'agilité la crête, à mesure que les troupes françaises s'en retirent, et, profitant des moindres obstacles que leur offre le terrain, dirigent un feu des plus vifs contre les derniers échelons français. C'est dans un de ces engagements que le colonel Deligny est gravement blessé à la tête. Il est sur le point de tomber aux mains des Kabyles quand les soldats qui sont auprès de lui parviennent à le sauver. 
Cité à l'ordre de l'armée du 13 août 1854 et dans le rapport relatif à la lutte contre les Kabyles du Djurdjura, il est nommé, le 29 juillet, commandeur de la Légion d'honneur en récompense de sa belle conduite. 
Général de brigade le 31 juillet 1855, il est mis à la disposition du gouverneur de l'Algérie, qui le charge de la réorganisation du cercle de Tizi-Ouzou. Le général Deligny, qui connait parfaitement les Kabyles, leurs passions, leurs faiblesses, mais aussi leurs qualités, vient de Dellys à Tizi-Ouzou surveiller la réorganisation du cercle. En peu de temps il rétablit le calme ou tout au moins une tranquillité relative dans la vallée. Le statu quo est maintenu en Kabylie, grâce à lui, jusqu'à l'année suivante. 
En septembre 1856, le général Deligny contribue à la soumission de la confédération des Guetchoulas. Le village de Djemma, adossé aux derniers contreforts du Djurdjura, entouré sur les deux autres côtés de profonds ravins, n'est abordable que sur une de ses faces : c'est là que les Kabyles ont résolu de se défendre. Pour s'en emparer, il dirige contre l'ennemi une attaque en règle. Quatre bataillons sous les ordres du général Deligny abordent la hauteur en deux colonnes, mais ne s'en rendent maîtres qu'après un combat acharné qui font un assez grand nombre de tués et de blessés. 
Deligny participe en 1857 à l'expédition de la Grande Kabylie, du maréchal Randon. Le 11 juillet, au combat livré sur la crête escarpée des Illiten, il est grièvement blessé d'une balle dans le haut de la poitrine. 
Mis à l'ordre du corps, il est appelé en France en 1859, après 19 années passées sans interruption en Algérie. Huit mois plus tard le 1er octobre, il revient en Algérie. 
Il prend part à l'expédition du Maroc en 1859.
Il est promu général de division en 1860 et reçoit le commandement de la division d'Oran qu'il conserve jusqu'à son retour en France en  1869.
Il est élevé à la dignité de grand officier de la Légion d'honneur le 30 décembre 1862 et de grand-croix le 7 juin 1865.

### Commandant de division de la Garde impériale (1869-1870)
De retour en France, détaché au camp de Chalons, il remplace en mai 1869 le général Bourbaki, nommé aide-de-camp de l'Empereur, au commandement de la 1re division de la Garde impériale.

### Guerre de 1870
Il participe à la tête de sa division à la guerre franco-allemande de 1870, combat à Metz et est fait prisonnier. 
Il est brièvement député d'Indre-et-Loire en 1871.

### Commandant de corps d'armée (1873-1879)
Il prend ensuite le commandement du 4e corps d'armée qu'il fonde au Mans en 1873. Il semble être mêlé au complot militaire présumé de 1877, qui prévoit la prise du pouvoir par les militaires pour réinstaurer la monarchie ; en tout cas, son ralliement à la République semble trop tiède pour certains.
Après une enquête parlementaire sur le sujet, et les élections sénatoriales de 1879, le général Gresley, officier libéral placé au ministère de la Guerre par le Centre gauche, propose au président et maréchal Mac-Mahon un décret relevant de leur fonction les généraux commandants de corps d'armée Bataille, Bourbaki, Barail, Lartigue et Ducros, ainsi que le déplacement d'autres commandants de corps d'armée (Aumale, Deligny, Douay et Montaudon), ce que le maréchal refuse. Le décret est signé le 11 février par Jules Grévy, et Deligny est nommé inspecteur général de corps d'armée en février 1879.

### Dernières années
Placé au cadre de réserve le 13 décembre 1880, le général Deligny prend sa retraite le 12 décembre 1881. 
Il meurt dans sa propriété de la Goupillière en 1902 à Ballan.
Pour ses obsèques, le général Deligny, grand-croix de la Légion d'honneur, refuse les honneurs militaires auxquels il a droit en raison de son commandement en chef lors des combats. Il demande simplement à être transporté à sa tombe par les pompiers de Ballan pour ne pas perturber les troupes de Tours.

## Décorations
- Grand-croix de la Légion d'honneur (7 juin 1865)
  - Grand officier le 30 décembre 1862
  - Commandeur le 29 juillet 1854
  - Officier le 28 juillet 1849
  - Chevalier le 2 octobre 1842